# Ich freue mich in dir, BWV 133
Ich freue mich in dir, BWV 133 (Soc joiós en Tu), és una cantata religiosa de Johann Sebastian Bach per al tercer dia de Nadal, estrenada a Leipzig, el 27 de desembre de 1724.

## Origen i context
Pertany al primer cicle de les cantates corals, iniciat el diumenge de Trinitat, 11 de juny, d'aquest any. D'autor desconegut, es basa en l'himne del mateix títol de Kaspar Ziegler (1697), del qual, com és habitual, es conserven literalment la primera i última estrofa per als números corresponents de la cantata, mentre que les estrofes intermèdies s'aprofiten lliurement per als altres números. El tercer dia de Nadal coincideix amb el de Sant Joan Evangelista, però el text de la cantat no hi fa referència i se centra en la festa de Nadal, tal com recull el coral, que lloa el fet que Déu esdevingui germà de la humanitat. És una obra amb una participació relativament senzilla del cor, fet que s'ha atribuït al treball extenuant dels cantaires durant els tres dies de Nadal, que portà Bach a fer-los cantar un coral harmonitzat sense grans desenvolupaments. Per a aquesta festa es conserven dues altres cantates, BWV 64, BWV 151 i la tercera de l'Oratori de Nadal (BWV 248).

## Anàlisi
Obra escrita per a soprano, contralt, tenor, baix i cor; cornetto, dos oboès d'amor, corda i baix continu. Consta de sis números.
1. Cor: Ich freue mich in dir (Soc joiós en Tu)
2. Ària (contralt): Getrost! es fasst ein heilger Leib (Confieu! Un cos sagrat)
3. Recitatiu (tenor): Ein Adam mag sich voller Schrecken (Un Adam pogué tremolar temorós)
4. Ària (soprano): Wie lieblich klingt es in den Ohren (Com en són de dolces a les orelles)
5. Recitatiu (baix): Wohlan, des Todes Furcht und Schmerz (Vinga, reconfortat cor meu)
6. Coral:  Wohlan, so will ich mich (Així doncs, desitjo)

El cor inicial és un motet coral immers en un concert instrumental en què un oboè duplica el segon violí i l'altre la viola. El pes del moviment el porta el conjunt instrumental expressant la joia de la celebració nadalenca, amb la intercalació del coral, per part del cor a quatre veus. El número 2 és una ària de contralt acompanyat pels oboès i el continu; s'hi observen tres seccions, a la primera i l'última hi destaca l'exhortació que es fa sobre getrost (confieu), i a la intermèdia amb un caràcter més reposat es canta wie wohl ist mir geschehen! (per a gran joia meva!). Un breu recitatiu de tenor dona pas a l'ària de soprano, número 4, amb un paper protagonista del primer violí, i se sent una mena de toc de campanetes del mateix violí quan la soprano canta Wie lieblich klingt (com en són de dolces a les orelles). Després del recitatiu de baix, el coral final a cappella, que duplica la melodia amb el cornetto, l'oboè d'amor i el primer violí. Té una durada aproximada d'uns vint minuts.

## Discografia seleccionada
- J.S. Bach: Das Kantatenwerk. Sacred Cantatas Vol. 7. Gustav Leonhardt, Knabenchor Hannover (Heinz Hennig, director), Collegium Vocale Gent (Philippe Herreweghe, director) Leonhardt-Consort, Sebastian Hennig (solista del cor), René Jacobs, Marius van Altena, Max van Egmond. (Teldec), 1994.
- J.S. Bach: The complete live recordings from the Bach Cantata Pilgrimage. CD 55: St Bartholomew’s, Nova York; 27 de desembre de 2000. John Eliot Gardiner, Monteverdi Choir, English Baroque Soloists, Katherine Fuge, Robin Tyson, James Gilchrist, Peter Harvey. (Soli Deo Gloria), 2013.
- J.S. Bach: Complete Cantatas Vol. 13. Ton Koopman, Amsterdam Baroque Orchestra & Choir, Deborah York, Franziska Gottwald, Paul Agnew, Klaus Mertens. (Challenge Classics), 2004.
- J.S. Bach: Cantatas Vol. 31. Masaaki Suzuki, Bach Collegium Japan, Concerto Palatino, Yukari Nonoshita, Robin Blaze, Gerd Türk, Peter Kooij. (BIS), 2006.
- J.S. Bach: Church Cantatas Vol. 42. Helmuth Rilling, Gächinger Kantorei, Bach-Collegium Stuttgart, Arleen Augér, Doris Soffel, Aldo Baldin, Philippe Huttenlocher. (Hänssler), 1999.
- J.S. Bach: Christmas Cantatas from Leipzig. Philippe Herreweghe, Collegum Vocale Gent, Dorothee Mields, Ingeborg Danz, Mark Padmore, Peter Kooij. (Harmonia Mundi), 2002.